# José Tolentino de Mendonça
José Tolentino Calaça de Mendonça (Machico, 15 de desembre de 1965) és un cardenal, poeta i teòleg portuguès. Ha estat professor i vicerector de la Universitat Catòlica Portuguesa i ha exercit d'arxiver i bibliotecari de l'Església Catòlica, del 2019 al 2022. Des del 2022 és prefecte del Dicasteri de Cultura i Educació al Vaticà.
Va començar els estudis de teologia el 1982. Una vegada ordenat prevere, el 28 de juliol de 1990, es va desplaçar per a Roma, on va acabar la seva llicenciatura en Ciències Bíbliques. Tornat a Portugal ingressa a la Universitat Catòlica Portuguesa, on va ser capellà i va ensenyar les disciplines d'hebreu i cristianisme i Cultura. Aquí es va doctorar en Teologia Bíblica, fent-se professor auxiliar. Dirigeix el Secretariat Nacional de la Pastoral de la Cultura i la revista Didaskalia, editada per la Facultat de Teologia de la Universitat Catòlica Portuguesa. El desembre de 2011 va ser nomenat consultor del Consell pontifici per a la Cultura. José Tolentino Mendonça és una de les veus originals de Portugal contemporani. Especialista en estudis bíblics, ha abordat amb rigor i creativitat els temes i els textos del cànon cristià, mantenint un diàleg sensible amb les interrogacions del present. La relació entre el cristianisme i cultura és una de les idees-clau del seu recorregut.

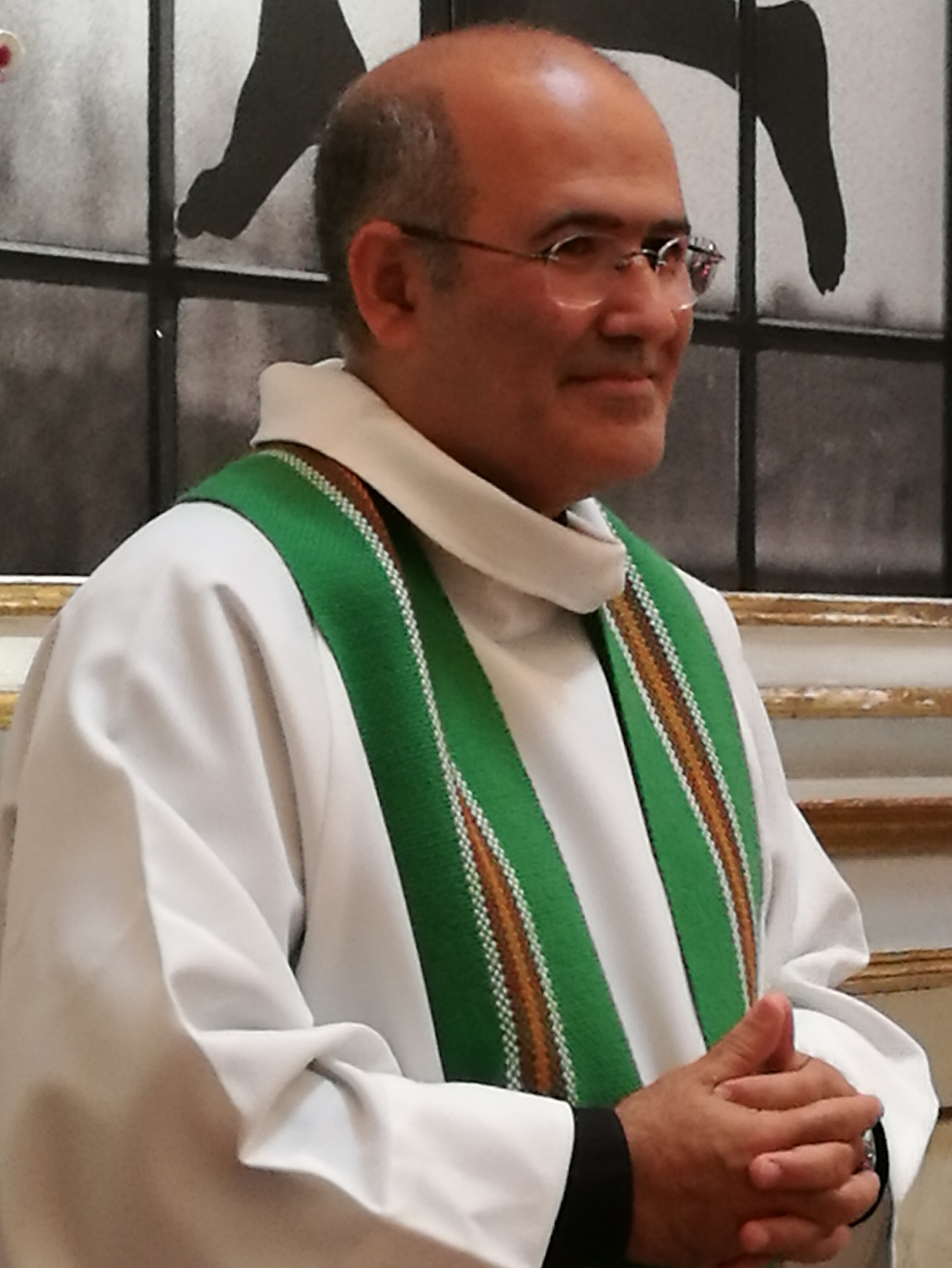
José Tolentino Mendonça, Capela do Rato, 22.07.2018

Va passar l'any acadèmic de 2011-12, com Straus Fellow, a la New York University, integrant un equip d'investigadors-convidats, obstinats en l'estudi del tema “Religió i Espai Públic”. És el responsable nacional per la Pastoral de la Cultura i, recentment, va ser també nomenat Consultor del Pontifici Consell per a la Cultura, al Vaticà. A més d'assagista, té una obra poètica que molts reconeixen entre les més importants del panorama actual portuguès. Els seus llibres tenen un gran èxit a Portugal i són cada vegada més traduïts internacionalment. El 18 d'octubre de 2012, va ser elegit com vice-rector de la Universitat Catòlica Portuguesa (UCP), càrrec que exercí fins al 2018. Signa una crònica setmanal al diari Expresso. Membre del 5è mandat del Consell Nacional d'Ètica per a les Ciències de la Vida (2015-2020). Autor seleccionat als exàmens nacionals de portuguès 2015 (text retirat del llibre “La mística de l'instant"). El llibre “La Mística de l'Instant” va ser guardonat amb el Premi literari Res Magnae 2015, un important premi italià atribuït en el camp de l'assagística. José Tolentino Mendonça va ser el primer portuguès i l'únic no italià, fins a la data, a rebre aquest premi. El 2018 va ser el predicador davant el Papa Francesc i a la Cúria Romana del seu Retir de Quaresma del 18 al 23 de febrer a Ariccia.
El 2018 fou elegit nou arxiver i bibliotecari de l'Església Catòlica, amb el corresponent nomenament davant la seu episcopal de Suava, amb dignitat d'arquebisbe.
L'1 de setembre de 2019, durant l'Àngelus, el Papa Francesc va anunciar la creació de José Tolentino de Mendonça com Cardenal. El 5 d'octubre de 2019, el Papa el va nomenar Cardenal diaca i va ser assignat a l'Església de Santi Domenico e Sisto.
El 26 de setembre de 2022 va ser nomenat nou prefecte del Dicasteri de Cultura i Educació al Vaticà.

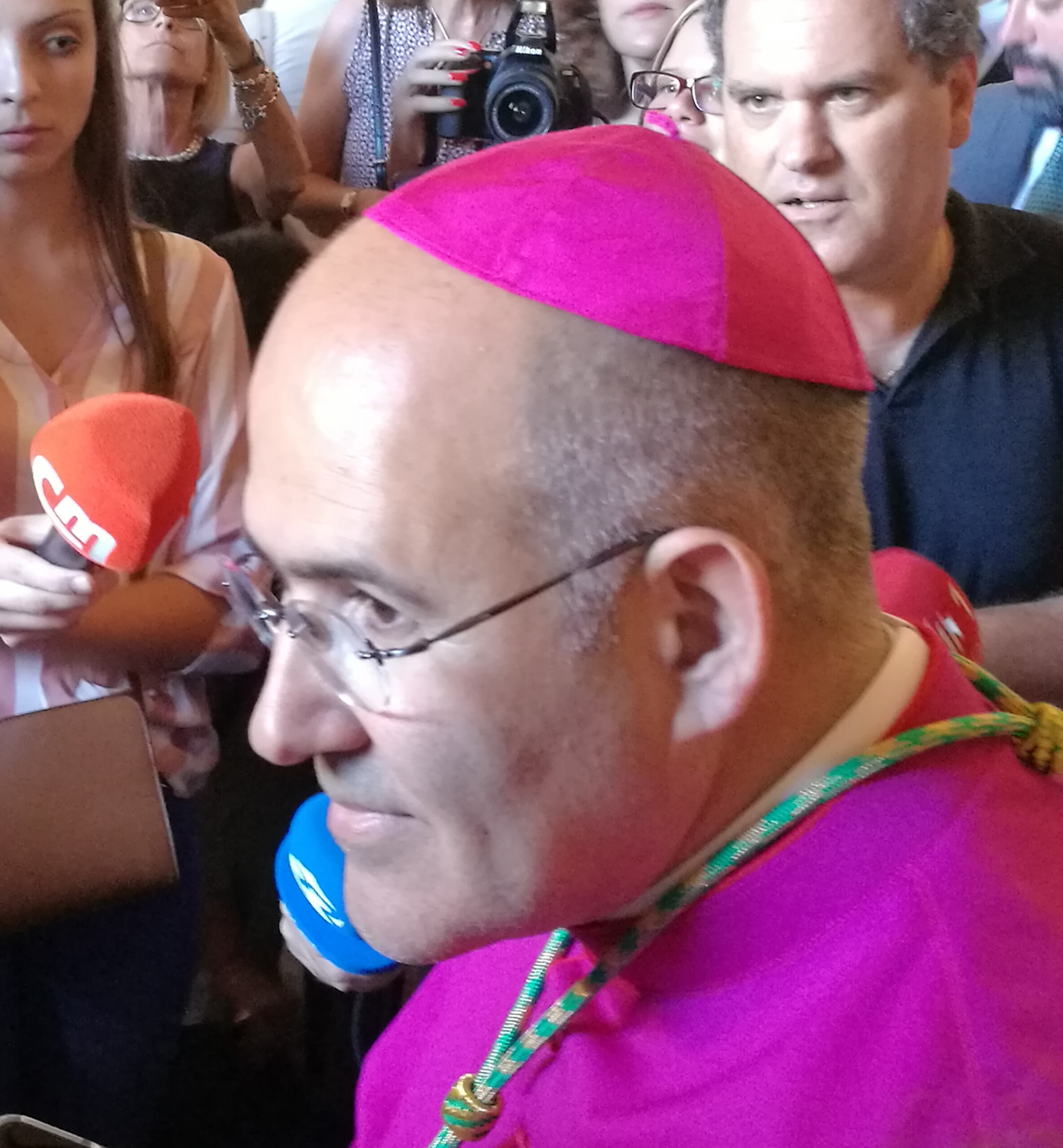
Bisbe José Tolentino Mendonça, Belém, 28.07.2018

## Llibres
- Os Dias Contados, 1990 (poesia)
- As estratégias do desejo: um discurso bíblico sobre a sexualidade, 1994 / 2a edició ampliada: 2003 (assaig)
- Longe não sabia, 1997 (poesia)
- A que distância deixaste o coração, 1998 (poesia)
- Se eu quiser falar com Deus, 1996 (textos pastorals)
- Baldios, 1999 (poesia)
- De Igual para Igual, 2000 (poesia)
- A construção de Jesus: uma leitura narrativa de LC 7,36-50, 2004 (assaig)
- A Estrada Branca, 2005 (poesia)
- Perdoar Helena, 2005 (teatre)
- A Noite abre os meus Olhos, 2006 (poesia reunida)
- A leitura infinita. Bíblia e Interpretação, 2008 (assaig)
- O Viajante sem Sono, 2009 (poesia)
- O tesouro escondido, 2011, 8a edició -Paulinas Editora
- Pai-nosso que estais na terra, 2011, 9a edició-Paulinas Editora
- Nenhum caminho será longo, 2012, 7a edició -Paulinas Editora
- O hipopótamo de Deus, 2013, 4a edició -Paulinas Editora
- A papoila e o monge, 2013 (Poesia) - Assírio & Alvim
- A mística do instante, 2014, 2a edició -Paulinas Editora
- A leitura infinita, 2014, 2a edició -Paulinas Editora
- A construção de Jesus, 2015, 2a edició - Paulinas Editora
- L'espiritualitat dels sentits, (abril 2016), en català, Fragmenta Editorial (hi ha una edició en castellà ), Barcelona. ISBN 978-84-15518-28-0
- Petita teología de la lentitud (2ª ed: gener 2018) en català Fragmenta Editorial (hi ha una edició en castellà ) Barcelona. ISBN 978-84-15518-73-0
- El petit camí de les grans preguntes (novembre 2020) en català Fragmenta Editorial (hi ha una edició en castellà ) Barcelona. ISBN 978-84-17796-38-9

## Premis[calcitació]
- Premi Ciutat de Lisboa de Poesia (1998)
- Premi PEN Club Portuguès (2005)
- Premi Literari de la Fundació Inês de Castro (2009)
- Finalista del Premi Literari Casino de la Póvoa (2011)
- Distingit amb el grau de Comanador de l'Orde de l'Infant D. Henrique
- Considerat ens 100 portuguesos més influents en 2012, per la REVISTA del Diari Expresso (2012)
- Finalista del Premi Literari Casino de la Póvoa (2015)
- Premi Literari Res Magnae (2015)
- Comendador de l'Orde militar de Sant'Iago de l'Espasa (4 de Desembre 2015)